# 二丁酸雌二醇
二丁酸雌二醇（英语：Estradiol dibutyrate或Estradiol dibutanoate），或名雌二醇二丁酸酯，是一种雌激素药物和一种雌激素酯，具体来说雌二醇的二酯，该药物现已不再使用。它是Triormon Depositum的一个成分，该药物是1950年代开发的由二丁酸雌二醇、己酸睾酮和庚酸羟孕酮的组合配方。